# محاکمه در خیابان
محاکمه در خیابان عنوان فیلمی سینمایی ساخته مسعود کیمیایی محصول سال ۱۳۸۷ ایران است. ساخته کیمیایی اثری معماگونه، اپیزودی و غیرخطی با مضامین مردانگی، ناموس و انتقام است. برخی منتقدان عقیده دارند، این فیلم از لحاظ ساختار و محتوا با آثار قبلی فیلمساز متفاوت است و این تفاوت متأثر از همکاری اصغر فرهادی در نگارش فیلم‌نامه است.
تیتراژ این فیلم را رضا یزدانی با آهنگی به نام محاکمه در خیابان با ترانه‌سرایی یغما گلرویی و آهنگ‌سازی فرزین قره‌گزلو خوانندگی کردند.

## داستان
در روز عروسی امیر با مرجان، حبیب یکی از دوستان امیر به او خبر می‌دهد که همسر مردی به نام عبد، حرف‌هایی در مورد رابطه مرجان و شوهرش می‌زند و ادعا می‌کند که از او بچه‌دار هم شده و آن را سقط کرده است. امیر به سراغ همسر عبد می‌رود و شماره تلفن همراه عبد را می‌گیرد. امیر با مرجان برخورد تندی می‌کند، مرجان خود را بی‌گناه می‌داند…

## بازیگران
- پولاد کیمیایی در نقش امیر
- حمیدرضا افشار در نقش عبد
- نیکی کریمی در نقش نسیم
- محمدرضا فروتن در نقش نکویی
- حامد بهداد در نقش حبیب
- شقایق فراهانی در نقش همسر عبد
- محمد موید در نقش محراب
- شبنم درویش در نقش مرجان
- نگار فروزنده در نقش فیلم‌بردار
- اکبر معززی در نقش محسنی
- ارژنگ امیرفضلی در نقش صاحب گل‌فروشی
- علی‌اصغر طبسی
- شاپور کلهر در نقش اصغر
- کارینا نظرنیا
- آریا تنها
- جواد نظری شکارچی در نقش وکیل